# Poliklorirani bifenili
Poliklorirani bifenili (PCB) so umetne organske spojine iz skupine kloriranih cikličnih ogljikovodikov. So ksenobiotiki in ene najbolj toksičnih snovi, kar jih je ustvaril človek. Gre za  tekočino rumenkaste barve z zelo karakterističnim in neprijetnim vonjem. Draži sluznico grla, nosu in oči ter je dokazano kancerogena. 
Poliklorirani bifenili so že zadnjih 30 let eden največjih okoljskih problemov razvitega sveta. Kljub njihovi veliki nevarnosti za človeka pa se o njih ve zelo malo. V Slovenji je najbolj razvpit primer onesnaženje reke Krupe v Beli krajini vse od leta 1985. Območje so istega leta sanirali ter naredili raziskave zemlje, zraka, živil in ljudi. Maloštevilni članki in raziskave (npr. dr. Svetozarja Poliča) pa nas opominjajo, da so PCB v Beli krajini še vedno prisotni in da je Krupa najbolj onesnažena reka s PCB v Evropi.

## Molekulska sestava
Molekula PCB je rezultat utrditve atoma klora (Cl) na molekulo bifenila (tudi difenil). Bifenil vsebuje 12 atomov ogljika (C) in 10 atomov vodika (H). S postopkom kloriranja bifenila v prisotnosti katalizatorja dobimo poliklorirani bifenil, ki vsebuje različno število atomov klora.
Glede na število atomov klora v molekuli PCB imamo 10 variant polikloriranega bifenila (mono, di-, tri-, tetra-,...) in 209 izomerov – različnih oblik molekul glede na položaj klora v molekuli PCB.
PCB so ksenobiotiki, kar pomeni, da v naravi niso prisotni in se jih mora pridobiti sintetično.
Zaradi razlik v obliki molekul se vsaka molekula PCB obnaša drugače. Razlikujemo težko in lažje klorirane PCB, odvisno od koncentracije klora, ki ga vstavijo pri proizvodnji. Pri sintezi PCB nastajajo dioksini in dibenzofurani, ki veljajo za najbolj toksične spojine na svetu.

## Uporaba
Zaradi svojih zelo dobrih tehnoloških lastnosti so bili PCB-ji v široki uporabi, še posebno v industriji kot:
- dielektrična sredstva za transformatorje, motorne in energetske kondenzatorje, kondenzatorje za razsvetljavo,
- sredstva za termoizolacijo,
- sredstva za maziva (hidravlična olja, mazila za črpalke),
- aditivi za plastične mase,
- aditivi za barve, lake, lepila, sukanec, kavčuk, tekstil, papir itd.,
- aditivi pri pripravi pesticidov in insekticidov,
- dodatki za impregnatorje.

## Kratka zgodovina PCB
Leta 1865 so odkrili prvo molekulo PCB-ja v katranski smoli, prvič pa je bila sintetizirana leta 1881. Industrijska proizvodnja se je začela leta 1929 v ZDA, uporabljali pa so ga v proizvodnji izolacije. PCB se je od leta 1930 do sredine osemdesetih let uporabljal v elektroindustriji. Za komercialno rabo so se uporabljale mešanice z višjim deležem klora, ki so bolj obstojne. Proizvajali so jih pod različnimi imeni, eno izmed njih je Arochlor, ki se je uporabljal tudi v Sloveniji. 
Države zahodne Evrope, ZDA in Japonska so v letih od 1930 do 1989 proizvedle 1.054.800 ton PCB, od tega je bilo v elektroindustriji uporabljeno 48,7% proizvedenega PCB.

## Toksičen vpliv PCB-ja na človeka in okolje
PCB so zelo toksične snovi in se zelo počasi razkrajajo, poleg tega so sposobne bioakumulacije v živih organizmih. Po definiciji svetovne zdravstvene organizacije (WHO) in ameriške agencije za varstvo okolja (EPA) so PCB ekstremno nevarni, toksični, rakotvorni in izjemno trajni organski kemični odpadki.
PCB lahko zaidejo v zrak, vodo in tla med njihovo izdelavo, uporabo ali preko različnih nesreč. Najpogosteje pa pridejo v vodo z industrijskimi odplakami ter odpadnimi napravami, ki vsebujejo te okolju nevarne snovi. Tako se kopičijo v mulju, sedimentih rek in morjih. Od tu pridejo v vodne organizme in preko prehrambenih verig še v ostale organizme. V človeški organizem vstopajo skozi prebavila, dihala in kožo. O vplivih onesnaženosti okolja s PCB na človekovo zdravje obstajajo še vedno deljena mnenja glede obsega nevarnosti in poškodb pri človeku. Sumi pa se, da PCB, ko pride v človekovo telo, povzroča kromosomske spremembe, tumorje in raka (kožni, črevesni), slabšanje imunskih procesov ter pospešuje sterilnost. Dokazano je, da zaradi bioakumulativnosti PCB v maščobnem tkivu in krvni plazmi človeka prihaja do pojavov klorovih aken, prebavnih motenj, poslabšanja vida, spremembe pigmenta na koži ter poškodb sluznice nosa, grla in oči.
Ker so PCB-ji izredno toksični, so njihovo uporabo sredi osemdesetih let prepovedali. V EU so določili obvezno ravnanje PCB in si za cilj postavili odstranitev vseh naprav (večjih od 5 dm2 ), ki vsebujejo PCB, do leta 2010.
Največje okoljsko onesnaženje s temi snovmi v Sloveniji predstavlja kontaminacija področja (z vodotoki) v bližini tovarne Iskra Kondenzatorji  v Semiču v Beli krajini. Najbolj se je onesnažila reka Krupa, ki so jo hoteli uporabiti kot vir za regionalni vodovod. PCB-ji so prišli v reko preko odpadnih vod Semiške tovarne in odloženih odpadkov. Proizvodnja kondenzatorjev z uporabo PCB je trajala v obdobju od 1962 do 1983. Zadnje raziskave na tem področju so pokazale, da so PCB v posameznih izdelkih (jajcih, kravjem mleku, orehih,…) še vedno prisotni, kontaminacije zraka s PCB v Semiču ni več, Krupa pa ostaja najbolj onesnažena reka s PCB na svetu. Glede na to, da na Slovenskem ne uporabljamo več kloriranih herbicidov in pesticidov ter drugih izdelkov, ki vsebujejo PCB, ostaja po sanaciji v Semiču še stalna nevarnost onesnaževanja okolja s PCB s piralenskimi transformatorji in kondenzatorji.
Na Japonskem je prišlo do prepovedi uporabe PCB zaradi kontaminacije riževega olja leta 1968, kjer je bilo prizadetih okoli dva tisoč ljudi. Prvi znaki na ljudeh so bili povečanje in hipersekrecija očesnih žlez, otekanje vek in dodatna pigmentacija na koži ter sluznici, pojavile pa so se tudi nalezljive klorove akne. Te bolezenske znake so s skupnim imenom poimenovali Yusho sindrom. Posledica te nesreče je bila prepoved uporabe PCB na Japonskem od leta 1972.

## Bioremediacija
Bioremediacija je obdelovalni postopek, ki temelji na naravnih procesih, pri katerih mikroorganizmi spremenijo okoljsko onesnaževanje v tleh, podtalnici in sedimentih do neškodljivih končnih produktov. Bioremediacija je za svojo nizko ceno izredno učinkovita metoda odstranjevanja nečistoč, v nekaterih primerih pa je to edina praktična rešitev za čiščenje. Konvencionalne remediacijske metode za kontaminirana tla in podtalnico so počasne, drage, povečujejo število ogroženih lokacij ter izpostavljajo ljudi. Bioremediacija pa temelji na naravno potekajočih biogeokemijskih procesih (tj. oksidacija in redukcija).
Bioremediacijska okolja so največkrat večfazna, heterogena in neizenačena. V tleh na primer so kontaminanti vezani na delce prsti, raztopljeni v talni tekočini ali pa so del talne atmosfere. Mikrobi morajo biti prisotni v dovolj velikem številu, pomembna pa je tudi njihova raznolikost, da lahko opravijo pričakovane, pogosto zelo raznolike naloge.

### Aerobna in anaerobna biodegradacija PCB
Biodegradacijo v glavnem razdelimo na dva procesa:
1. V aerobnem okolju (prisotnost kisika): vključuje reakcije z mono in dioksigenazami, v zadnjem delu reakcije se vključi še voda.  Proces imenujemo oksidativna deklorinacija ali hidrolitična dehalogenizacija.
2. V anaerobnem okolju (odsotnost kisika): akceptorji elektronov so anorganske snovi – nitrati, sulfati, CO. Proces imenujemo reduktivna deklorinacija.

Teoretično bi morali na koncu biodegradacije ostati le še CO2, H2O in klor, glavni produkt pa je kljub temu benzoat. Proces vključuje odstranitev atomov klora iz bifenilnih obročev in razpad ter oksidacija preostalega. Trdoživost PCB se povečuje s stopnjo kloriranosti bifenilnih obročev.
Čeprav je aerobni način razpada kloriranih ksenobiotikov z ekološkega vidika nedvomno zelo pomemben, je reduktivna deklorinacija predvsem bolj zanimiva zaradi hitrega nastanka anaerobnih pogojev v onesnaženih mikrobnih habitatih, kjer je torej onemogočeno delovanje aerobnih organizmov.

#### Aerobna razgradnja
Prva poročila o bioremedaciji segajo v leto 1973, ko sta raziskovalca Achmed in Foclet poročala o vrsti bakterije iz rodu Achromobacter, ki naj bi razgrajevala več vrst izomerov PCB. Sledila so poročila o drugih rodovih npr. Nocardia, Pseudomonas, Alcaligenes in Acinetobacter, ki naj bi vsebovali bakterije sposobne biodegradacije. Te bakterije naj bi v glavnem razgrajevale mono- di- in triklorobifenile, le malo je takih, ki razgrajujejo visoko klorirane bifenile. Odkrili so namreč, da so bifenili z več kot tremi klorovimi atomi na obroču bolj odporni na razgradnjo, predvsem če so ti na mestih 2,2´ ali 2,6´. 
Po raziskavah sodeč se zdi , da je v vseh primerih razgradnje končni produkt benzoat. Vendar se nadaljnja razgradnja le tega razlikuje od vrste do vrste bakterije.
Na Japonskem so že uspeli klonirati zaporedje treh do štirih posebnih genov za ta tip razgradnje pri mikrobu Pseudomonas pseudoalcaligenes. Ta tip je primeren samo za manj klorirane bifenile. Sposobnost razgradnje PCB po tej poti imajo pripadniki rodov Pseudomonas, Alcaligenes in Acinetobacter.
Lastnosti aerobne razgradnje:
- večje število klorovih atomov zmanjšuje hitrost degradacije PCB
- dva klorova atoma v orto poziciji na istem ali na dveh aromatskih obročih PCB inhibirata biodegradacijo (razen 2,4,6 –triklorobifenil, ki ga razgrajuje bakterije Acinetobacter sp.)
- če so klorovi atomi na obeh oborčih, potem se bo prvi hidroksiliral obroč z manj klorovimi atomi
- PCB, ki imajo klorove atome le na enem obroču, se hidroksilirajo hitreje kot PCB, ki imajo sicer enako število klorovih atomov, vendar porazdeljene po obeh obročih. Torej: 3,4 – diklorobifenil se bo prej metaboliziral kot 3´,4 – diklorobifenil
- razgradnja  poteka hitreje, če je substituiran ogljikov atom med dvema nesubstituiranima ogljikovima atomoma
- visoko klorirani PCB z 2,3,4 – triklorofenilno skupino so odporni proti biodegradaciji
- razpad najraje poteče na nesubstituiranem obroču PCB, ki imajo klorove atome na 2. ali 3. mestu, npr. 2,2´,3,3´ tetraklorobifenl, 2,2´,3,5´- tetraklorobifenil, 2,2´,3´,4,5 – pentaklorobifenil se raje razgrajujejo kot ostali tetra in penta klorirani bifenili

#### Anaerobna razgradnja
Znanstveniki so naredili velik korak naprej z opazovanjem globljih delov rečnih sedimentov v PCB onesnaženi reki Hudson v ZDA. Ugotovili so namreč, da imajo preiskovani PCB drugačno sestavo od ostalih, ki so jih našli na kopnem. Po dolgotrajnem raziskovanju ali so razlike posledica fizikalnih procesov kot so npr. adsorbcija, izhlapevanje ali samo premikanje reke ali pa je to mogoče mikrobiološko spodbujeni proces, se je pokazalo, da je sprememba strukture molekule posledica reduktivne deklorinacije v anaerobnem okolju sedimenta. Anaerobna biodegradacija je značilna za najbolj klorirane ter meta in para substituirane PCB. Pokazalo se je tudi, da so bile na različnih delih sedimenta tudi drugačne oblike deklorinacije. Slednje je še posebej nasprotovalo trditvam, da bi lahko fizikalni procesi vplivali na strukturo molekule. Kljub mnogim raziskavam, se je le malo zvedelo o organizmih, ki anaerobno razgrajujejo PCB. Do leta 1990 je bila izolirana bakterija s to sposobnostjo. 
Obstaja več poti reduktivne deklorinacije, kar je posledica različnih mikrobnih populacij, ki lahko razgrajujejo PCB. Za skupno lastnost pa velja, da se meta in para substituirani PCB raje razgrajujejo kot orto. Posledica je kopičenje PCB z orto pozicijo klorovih atomov. Do leta 1994 je bilo uspešno razgrajenih le nekaj orto substituiranih PCB.
Anaerobna reduktivna deklorinacija vključuje zamenjavo klorovega atoma s hidrogenim atomom na bifenilnem obroču. Tak tip biodegradacije spreminja visoko klorirane PCB (npr. Arochlor 1254 in 1260, ki sta bila uporabljena tudi v Sloveniji) v nizko klorirane. Produkti so manj toksični in se lahko razgradijo na aeroben način.
Kombinacija aerobne in anaerobne razgradnje je tudi eden od načinov zmanjševanja PCB v okolju.

### Vplivi na hitrost biodegradacije
Prisotnost različnih ogljikovih spojin zavira biodegradacijo PCB. Te postanejo namreč primarni vir energije za mikoroorganizme. Lahko pa se zgodi, da se nekatere snovi razgrajujejo delno ali popolnoma, čeprav ima organizem že svoje primarni vir energije. Ta fenomem imenujemo kometabolizem ali kooksidacija.
Kosubstrat bifenil je najpomembnejši faktor, ki vpliva na razgradnjo PCB. Ampak ker bifenil iz zemlje hitro izginja, ga je potrebno konstantno dodajati v potrebnih količinah – tako se vzdržuje višja stopnja deklorinacije. Kljub temu so raziskave pokazale, da sama adicija bifenila in klorofenila še ne stimulira mikroorganizmov k bioremedaciji PCB. Dodati je namreč treba še en mikroorganizem , za katerega se ve, da razgrajuje PCB. Biodegradacija PCB je lahko v zemlji tudi več kot 50-krat počasnejša kot v laboratorijih, zaradi vezave PCB na površino zemlje.
Zadostna koncentracija PCB v okolju še spodbuja biodegradcijo, prevelike količine pa so za mikoorganizme že toksične.
Večje je število kloriranih ogljikovih atomov, počasnejša je bioremediacija. Svojevrsten vpliv na hitrost biodegradacije imata tudi temperature in pH.

## Zunanji viri
- http://wvlc.uwaterloo.ca/biology447/ Arhivirano 2007-06-25 na Wayback Machine.
- http://www.cfr.washington.edu/classes.esc.518/Lectures/aer%20PCB%20degrad.pdf Arhivirano 2006-12-18 na Wayback Machine.
- http://www.semic.si/Upload/files/PCB_Belakrajina_Elaborat_Dopolnitev_II.pdf Arhivirano 2016-03-04 na Wayback Machine.